# Дампір – Банбері
Дампір — Банбері — потужна трубопровідна система, що відіграє ключову роль у забезпеченні природним газом південно-західної частини Австралії.
У 1984 році в районі Дампіру почав роботу газопереробний завод Каррата, що працює з продукцією родовищ північно-західного шельфу. З плином часу більшість його продукції стали відправляли на експорт (завод Норз-Вест-Шельф ЗПГ, перші лінії якого стали до ладу в 1989-му), проте частину ресурсу спрямовують австралійським споживачам через запущений того ж 1984 року газопровід Дампір — Банбері.
Довжина основної ділянки становить 1539 кілометрів, при цьому на відтинку до Квінани (індустріальна зона на південних околицях Перта) протяжністю 1399 кілометрів використали труби діаметром 650 мм, тоді як продовження до Банбері має спадаючий діаметр від 500 до 200 мм. Крім того, споруджені лупінги в діаметрі 650 мм загальною протяжністю 1218 кілометрів (тобто на більшій частині маршруту), з яких 71 кілометр припадає на ділянку після Квінани.
Перекачування ресурсу забезпечують 10 компресорних станцій. Робочий тиск системи становить 8,48 МПа (хоча зазначені вище лупінги проєктувались під 10,2 МПа), а загальна пропускна здатність досягає 22,5 млн м3 на добу.
З 1988-го доправлений по Дампір — Банбері ресурс проходить через газопереробний комплекс у Квінані, де з нього вилучають пропан-бутанову фракцію (після чого повертають метан-етанову назад до магістрального газопроводу).
До компресорної станції № 1 подають додатковий ресурс газопроводи Барроу – Дампір-Банбері (належить до проєкту Горгон ЗПГ), Варанус-Айленд – Дампір-Банбері (продукція газопереробного заводу Варанус-Айленд).
До компресорної станції № 2 підключили газопроводи Тубріджи – Дампір-Банбері (первісно обслуговував кілька невеликих родовищ, а наразі надає доступ до підземного сховища газу Тубріджі) та Вітстоун – Дампір-Банбері (належить до проєкту Вітстоун ЗПГ).
До ділянки Каррата — КС-1 приєднана перемичка від газопереробного заводу Девіл-Крік, а незадовго до КС-2 приєднали трубопровід Македон – Дампір-Банбері (продукція офшорного родовища Македон).
Дещо північніше від Перту під'єднана споруджена в 2012-му установка підготовки родовища Ред-Галлі (Red Gully, басейн Перт), проте вона має незначну потужність — лише 0,27 млн м3 на добу. Наприкінці 2010-х через колишню установку підготовки Ксіріс, модернізовану до рівня у 0,8 млн м³ на добу, почалась подача продукції виявленого в басейні Перт значного газового родовища Вайтсіа (Waitsia). Про його розміри може говорити те, що після очікуваного запуску в середині 2020-х установки підготовки Вайтсіа з родовища розраховують отримувати біля 7 млн м3 на добу.
Також можливо відзначити, що не пізніше першої половини 2020-х ГПЗ Каррата отримав сполучення з сусіднім заводом зі зрідження Плуто ЗПГ, який також може виділяти частину продукції для внутрішніх споживачів.
У той же час, від ділянки Каррата — КС-1 живляться газопроводи Дампір-Банбері – Кейп-Ламберт, Ярралула – Есперанс та Дампір-Банбері – Соломон-Хаб, поблизу компресорної станції № 7 (в районі Джеральдтону) відокремлюються газопроводи Дампір-Банбері – Віндімурра/Маунт-Магнет та Дампір-Банбері – Ярралула-Есперанс, а у районі Мондарра (дещо південніше Джеральдтону) облаштоване сполучення з газопроводом Донгара – Пінджарра (колись вперше подав природний газ до району Перта) та підземним сховищем Мондарра.
До системи Дампір — Банбері також входить кілька відгалужень загальною довжиною біля 300 кілометрів, найдовшим (але не найпотужнішим) з яких є відгалуження до міста Карнарвон довжиною 171 кілометр з діаметром 150 мм.
Великими споживачами ресурсу, протранспортованого по Дампір — Банбері, є чи були комплекс з виробництва добрив у Квінані та численні об'єкти електроенергетики — ТЕС Yurralyi Maya, ТЕС Сіно-Айрон, ТЕС Квінана, ТЕС Кокберн, ТЕЦ нафтопереробного заводу у Квінані, ТЕС Квінана компанії NewGen, ТЕС Квінана компанії Swift Power, ТЕС Пінджар, ТЕС Нірабуп, ТЕЦ Пінджарра (працює передусім для алюмінієвого комбінат компанії Alcoa), ТЕС Мунгарра, ТЕС Вагерап, ТЕЦ Уорслі та ТЕЦ Уорслі компанії SWCJV (обидві задіяні у виробничому циклі іншого алюмінієвого комбінату), ТЕС Кемертон.